# Joffre (Pennsylvanie)
Pour les articles homonymes, voir Joffre (homonymie).
Joffre est une census-designated place située dans le comté de Washington, dans le Commonwealth de Pennsylvanie, aux États-Unis. Sa population s’élevait à 536 habitants lors du recensement de 2010.